# 析木城石棚
析木城石棚位于中华人民共和国辽宁省鞍山市海城市析木镇姑嫂石村，是一处保存较完好的新石器时代晚期至青铜时代巨石建筑遗迹。析木城石棚于1963年被列为辽宁省文物保护单位，2001年被中华人民共和国国务院公布为第五批全国重点文物保护单位。

## 背景
石棚是一种利用多块天然巨石筑成的远古建筑形式，在欧美、非洲、亚洲等地广泛分布。在辽宁境内，石棚又称“石台”、“石庙子”或“姑嫂石”等。石棚一般由三至四块或更多经过少量修整的巨石构成立柱，顶部置一块更大的盖石，形制似石桌。《三国志·魏志·公孙度传》曾记载东汉宣帝时在襄平（今辽宁辽阳）出现“大石三小足”，即为石棚，金代王寂《鸭江行部志》也描述了今辽宁地区的石棚形制。
石棚建筑的用途在中国大陆考古界有三种说法：一是古人用来宗教祭祀的带有神秘象征的祭坛，二是原始社会公共活动场所，三是墓葬。中国国内考古界倾向认为石棚是“墓葬”，即石棚墓。

## 样式与结构
析木城石棚高台基址面积约30平方米，海拔178米，相对高差约30米，东南侧至山下有一条盘山土路与外界相通，东、南、北三面群山环抱，西侧为较为开阔。析木城石棚原有两座巨石建筑，民间称为位于高台上的为“姑石”和位于台下的“嫂石”，其中“姑石”保存完好，“嫂石”因1952年修路而被炸毁。
析木城石棚采用花岗岩石材，经精细加工磨制而成，整个石室呈近方形结构。其主结构由六块巨大石板构筑：四块壁石围成石室，北侧壁石比南侧略高，南侧作门石；顶部加盖一块方形盖石。石棚总高约2.8米，顶石为近方形，长6.0米、宽5.1米、厚约0.47米，四周两端均有出檐。四块壁石外露于地面，上宽下窄、上薄下厚，且略向室内倾斜，相互嵌合紧密。东西壁石均长2.4米左右，高2.2米左右，北壁石长2.7米、高2.1米。南侧门石相对较薄，仅高1.65米、长1.6米、宽1.1米，并未顶至屋盖，仅起空间分隔作用。壁石下内侧铺有底石，其上平置盖石，形成内部地面高出周围地表约20厘米的台础。
析木城石棚的施工工艺精湛。盖石和壁石均经打磨，四块壁石与盖石套合细密，砖缝无隙，四壁对称规整。石棚顶石四周打有磨沟，一定程度上可帮助盖石与壁石嵌合稳定。在南门石顶端和西壁石内侧上端，密布有数十个直径约4厘米、深2厘米小圆形凹窝。

## 发掘与研究
19世纪末，日本学者鸟居龙藏等在东北进行考古调查，最早记录了包括析木城在内的石棚遗迹。1964年，辽宁省文物局组织普查队对析木城石棚进行了考古调查，在东、西壁石下各开探坑。发掘中发现石斧和各类陶器碎片，如绳纹夹砂红陶片、灰陶片、细泥磨光薄胎红陶片等，这些出土文物属于青铜时代特征。1987年5月25日，石棚遭到人为破坏，南门石被推倒并碎裂。鞍山市博物馆等单位于次日到场抢救，发现数块陶片和石器遗物。
关于析木城石棚年代的判断，相关学者认为该石棚及辽东石棚多属青铜时代。学者陈明达考察指出，析木城“姑嫂石”经过详细设计与施工准备，表面平整、厚薄均匀，使用了优良工具，不可能是简陋条件下的产物，也难归为远古巨石文化遗存。他据此判断，辽东半岛石棚具有一定规模和建筑形式，需要大量人力物力，大多数应为青铜时代（商周至春秋）产物。学者许玉林等研究也总结认为，石棚年代上限可达新石器晚期，下限至春秋，但“绝大多数石棚已是青铜时代”。